# Lakeview Estates
Lakeview Estates és una concentració de població designada pel cens dels Estats Units a l'estat de Geòrgia. Segons el cens del 2000 tenia 2.637 habitants.

## Demografia
Segons el cens del 2000, Lakeview Estates tenia 2.637 habitants, 655 habitatges, i 495 famílies. La densitat de població era de 1.921 habitants/km².
Dels 655 habitatges en un 44,1% hi vivien nens de menys de 18 anys, en un 48,4% hi vivien parelles casades, en un 12,5% dones solteres, i en un 24,4% no eren unitats familiars. En el 13,6% dels habitatges hi vivien persones soles el 5,3% de les quals corresponia a persones de 65 anys o més que vivien soles. El nombre mitjà de persones vivint en cada habitatge era de 4,03 i el nombre mitjà de persones que vivien en cada família era de 3,98.
Per edats la població es repartia de la següent manera: un 31,1% tenia menys de 18 anys, un 17,5% entre 18 i 24, un 35,4% entre 25 i 44, un 11,8% de 45 a 60 i un 4,2% 65 anys o més.
L'edat mediana era de 26 anys. Per cada 100 dones de 18 o més anys hi havia 168,9 homes.
La renda mediana per habitatge era de 28.707 $ i la renda mediana per família de 25.863 $. Els homes tenien una renda mediana de 20.266 $ mentre que les dones 23.917 $. La renda per capita de la població era de 8.519 $. Entorn del 32,4% de les famílies i el 36,6% de la població estaven per davall del llindar de pobresa.

## Poblacions properes
El següent diagrama mostra les poblacions més properes.